# Кхао пад
Кхао пад, тайський смажений рис (тай. ข้าวผัด, дослівно «рис смажений») — популярна страва в Таїланді, основним компонентом якого є відварений, а потім смажений з перемішуванням рис.

## Приготування
Не відміну від китайського смаженого рису його готують з тайського жасмінового рису. До страви зазвичай додають м'ясо (курка, свинина, морепродукти), смажене яйце, цибулю, часник та інколи помідори. Приправляють соєвим соусом, цукром, сіллю, чилі соусом, рибним соусом. Подається з нарізаними огірками, шматком лайму, зеленою цибулею та бульйоном в окремій тарілці.
Страва має багато варіацій, що відрізняються переважно м'ясним інгредієнтом, назву якого додають до словосполучення кхао пад. Наприклад, смажений рис зі свининою буде кхао пад му (кхао пад свинина), а з куркою — кхао пад кай (кхао пад курка).
- кхао пад му, смажений рис зі свининою.
- кхао пад кай, смажений рис з курятиною.[1]
- кхао пад кунг, смажений рис з креветками.
- кхао пад пу, смажений рис з крабами.[2]
- кхао пад кхаі, смажений рис з яйцем.[3]
- кхао пад че, вегетарійський смажений рис з грибами.

Тайці їдять кхао пад в обід. Тому кхао пад часто продають в домашніх кафе, що працюють кілька годин протягом обіду.

## Галерея

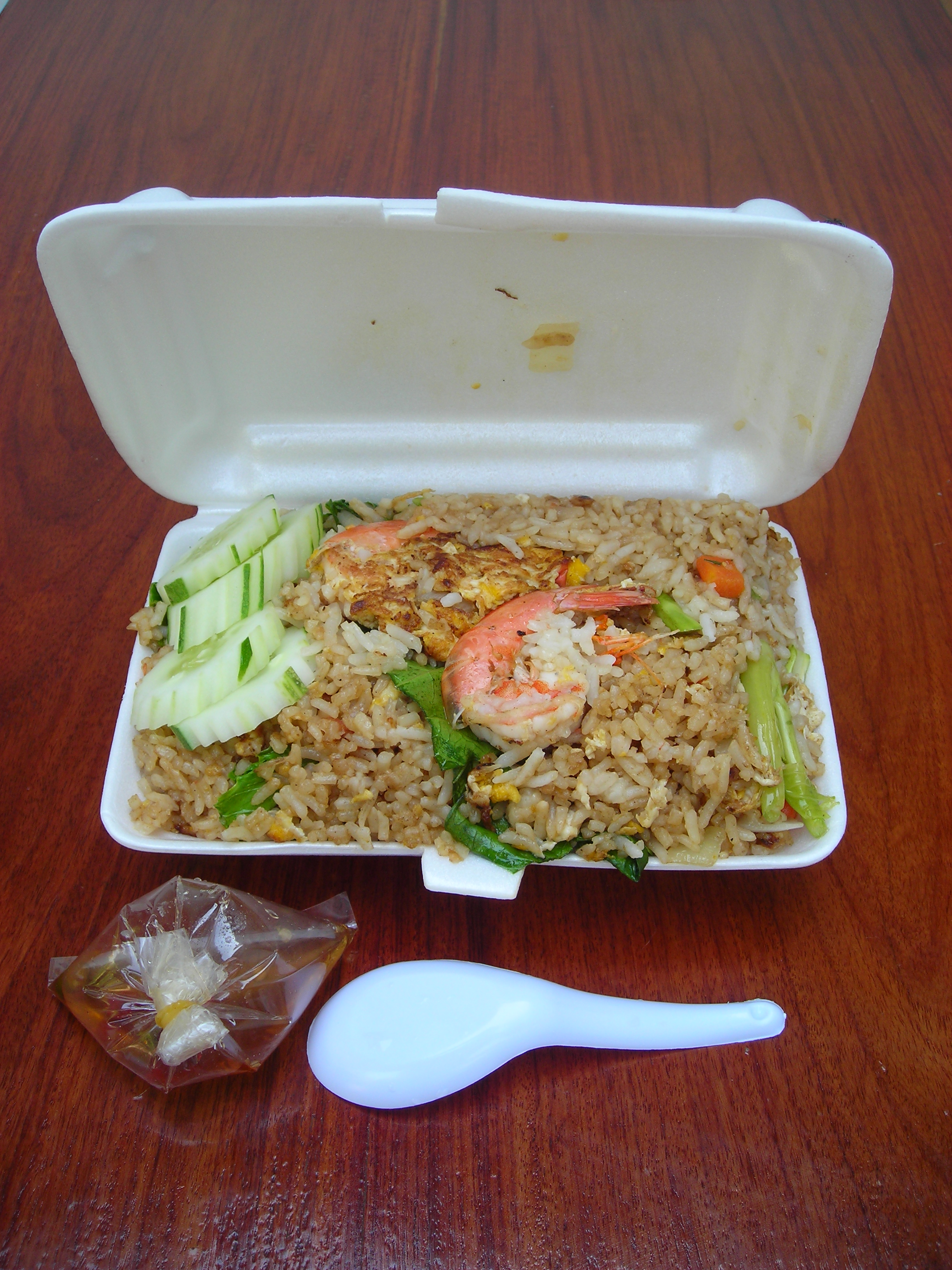
Кхао пад кунг (з креветками) в одноразовому посуді
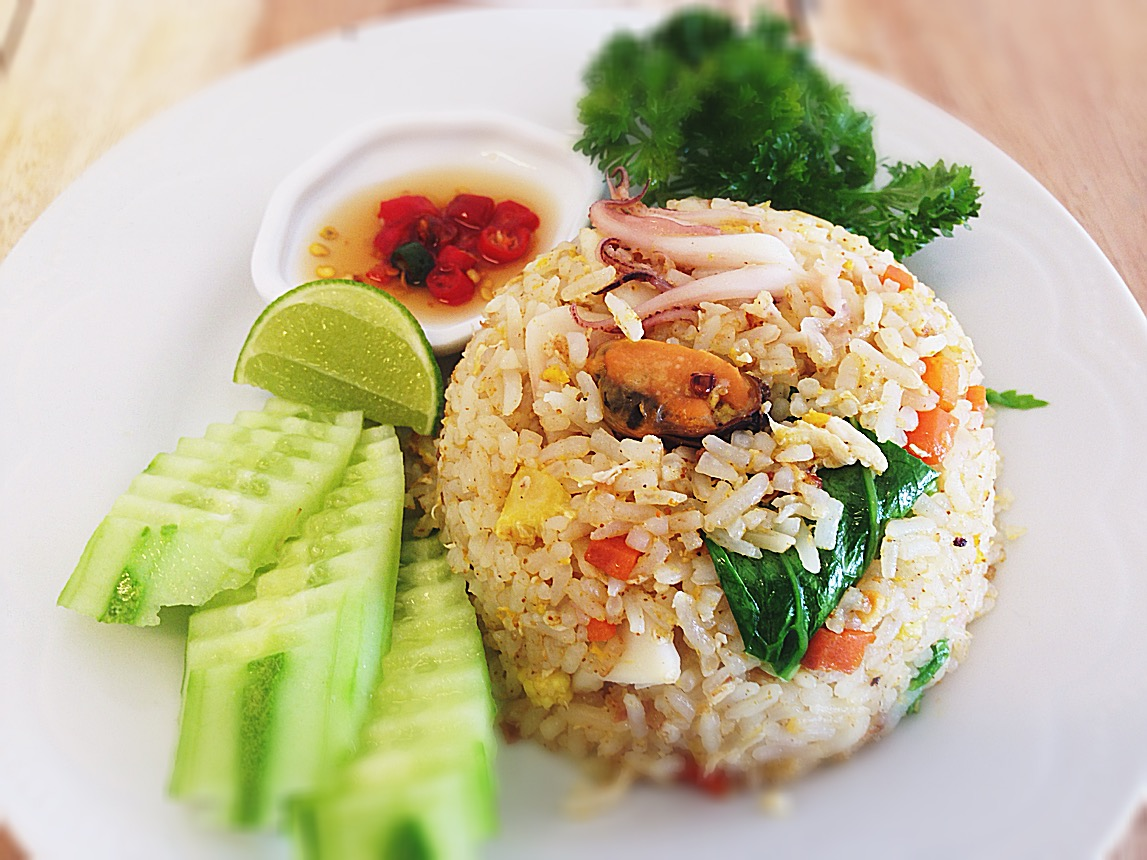
Смажений рис з морепродуктами
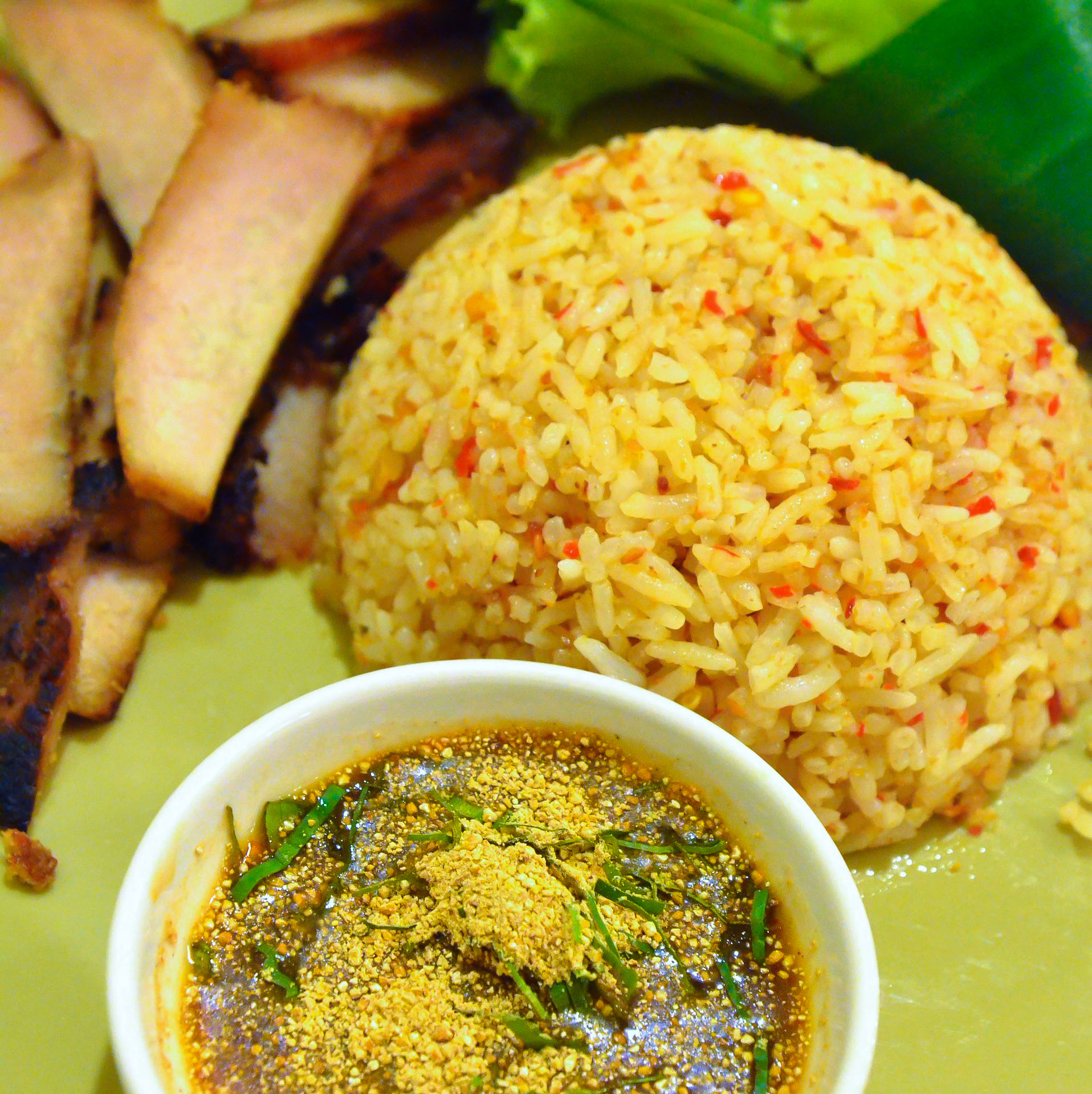
Кхао пад нам пхрік нарок, дослівно смажений рис з пекельною приправою